# Meentbrug
De Meentbrug is een hefbrug over de Delftsevaart in het centrum van de Nederlandse stad Rotterdam. De brug is vernoemd naar de straat die bij de sloop van de Zandstraatbuurt werd gerealiseerd - de Meent. De eerste brug, gebouwd tussen 1928 en 1929, is een van de weinige bruggen die het bombardement op 14 mei 1940 heeft doorstaan. In 1946 heeft de brug kleine aanpassingen gekregen. De brug is een gemeentelijk monument.

## Geschiedenis

### Voorgeschiedenis
In 1913 nam de Rotterdamse gemeenteraad een plan aan voor de bouw van een nieuw stadhuis en nieuw hoofdpostkantoor. Deze twee kolossale gebouwen moesten aan de Coolvest, de latere Coolsingel, komen. Hierdoor moest de beroemde en beruchte krottenwijk met de naam Zandstraatbuurt worden gesloopt. Dit gebeurde tussen 1911 en 1914, waarna met de bouw van het stadhuis kon worden begonnen. Door de sloop van de buurt kwam een nieuwe doorbraak vrij tussen de Coolsingel en Jonker Fransstraat. Deze doorbraak heeft later de naam Meent gekregen. De Meent loopt over de Delftsevaart, dus werd besloten om in de jaren twintig een nieuwe brug te bouwen. In 1927 kwam de eerste aankondiging van wethouder Albertus de Jong dat er een nieuwe hefbrug over de Delftsevaart zou komen, om zo de straat aan weerszijden te verbinden. Deze brug zou voorzien worden van de modernste technieken, waaronder omlaag glijdende trappen die het mogelijk maakte dat de voetgangers ongehinderd hun weg konden vervolgen als de schepen onder de brug door moesten varen.

### De eerste brug
Omdat de doorbraak van de nieuwe straat bijna was voltooid in 1928, werd het nodig bevonden om een nieuwe brug te bouwen voor de straat. Er werd besloten tot de bouw van een hefbrug in plaats van een vaste brug vanwege de doorvaarthoogte voor het scheepvaartverkeer. Ook moest er rekening worden gehouden met de grote breedte van de brug, die niet smaller behoorde te zijn dan de aansluitende verkeerswegen en winkelstraat. Er kwamen hierdoor forse bezwaren binnen van schippers en hun bedrijven die klaagden over de afsluiting van de Delftsevaart voor meerdere maanden en de situatie als de brug eenmaal voltooid zou zijn. In de Rotterdamse gemeenteraadszitting van 16 februari 1928 zijn deze bezwaren aan bod gekomen, maar werd toch besloten om het eerdere voorstel tot de bouw van de hefbrug te handhaven en ermee door te gaan. De Delftsevaart werd hierna voor vier maanden afgesloten om de werkzaamheden mogelijk te maken. Onduidelijk is wanneer de bouw van de brug precies was begonnen, maar op 21 juni 1928 berichtte het Rotterdamsch Nieuwsblad dat de noodbrug over de Delftsevaart was weggehaald en dat 'thans met den meesten spoed' de nieuwe hefbrug zou 'herrijzen'. Eind juli van datzelfde jaar werd begonnen met de constructie van de onderbouw van de Meentbrug. In augustus werd het stuk waar de brug moest komen afgedamd en leeggepompt, zodat de graafwerkzaamheden konden beginnen. Tijdens die graafwerkzaamheden merkten voorbijgangers op dat iets aan het glimmen was in de modder. Deze glimmende objecten bleken oude penningen te zijn. Na de initiële vondst ontstond er een goudkoorts, waarbij meerdere voetgangers naar goud zochten. Hierdoor werden er meerdere gouden en zilveren munten met de namen Gelria, Zeelandiaen Frisia gevonden die enkele honderden jaren oud zijn. Ook werden lepeltjes, vaasjes en smeltkroezen gevonden. Gedurende heel 1928 werd aan de brug gewerkt en begin januari waren de vier heftorens en brugwachtershuisjes gereed. De brug zelf moest nog geplaatst worden en verwacht werd dat half maart de bouw voltooid zou zijn. De bouw liep echter meerdere maanden vertraging op en het dagblad De Nederlander meldde op 23 mei dat de brug eind juli gereed zou zijn. Op 30 juli 1929 vond echter een ernstig ongeluk plaats tijdens de werkzaamheden. De arbeiders waren bezig een nieuwe ijzeren dwarsligger van 4000 kilo te plaatsen. Deze dwarsligger werd op een zolderbak aangevoerd, maar begon door een onbekende oorzaak te schuiven en viel het op de vaart. Hierdoor werd een arbeider, die op de bak stond, vol geraakt en was hierdoor in het water beland, waar hij uiteindelijk verdronk. Door dit ongeluk liep de bouw van de brug nog meer vertraging op en was het pas in eind september zo goed als af, maar moest er nog gewerkt worden aan de bewegingsrichting. Op 18 oktober meldde de krant De Maasbode dat de brug vermoedelijk begin november open kon worden gesteld, dat de elektrische leidingen nog geplaatst moesten worden en dat volgende week begonnen kon worden met het proeftesten van de brug. Op 24 oktober 1929 werd de brug voor het eerst geprobeerd. Het mechanisme werd getest door de brug een paar keer op en neer te laten gaan, wat elke keer lukte binnen een minuut. Op 14 november werd de brug voor het eerst opengesteld voor het voetgangersverkeer en op 28 november 1929 werd de brug, na meermaals vertraging te hebben opgelopen, geopend voor al het verkeer. Kort daarna, op 30 november 1929, had de brug de allereerste storing toen het omhoog werd geheven en niet meer naar beneden kon. Het verkeer moest worden omgeleid en in de loop van de dag was de storing opgelost. Op 28 december werd officieel besloten dat de nieuwe hefbrug de naam Meentbrug zou krijgen.
Na de opening van de brug werd besloten om bruggengeld te gaan heffen. Op 20 februari 1930 werd echter door het Rotterdamse college van burgemeester en wethouders besloten om dit bruggeld af te schaffen vanwege de verhoogde onkosten en verspilde tijd die de heffing met zich mee zou brengen, nadat de schippersvereniging "De Schuttevaer" beklaag had gedaan hierover.
Tijdens het bombardement op de binnenstad op 14 mei 1940 was de Meentbrug een van de weinige bruggen in de stad die niet geraakt was. Gedurende de oorlog bleef de Meentbrug in haar originele vorm voortbestaan, zelfs nadat besloten was om de kades van de Delftsevaart te verbreden voor het scheepvaartverkeer in 1943, en was het tevens de plek waar de geallieerden in 1945 overheen reden nadat Nederland werd bevrijd.

### De tweede brug
Na de oorlog, circa rond 1946, waren lichte aanpassingen aangebracht aan de Meentbrug. Het brugdek en de leuningen bleven hetzelfde, maar de heftorens werden aangepast en de brughuisjes werden uiteindelijk gesloopt. Dit was gedaan in lijn met het Plan-Witteveen om te zorgen dat de heftorens binnen de architectuur van zijn "papieren stad" konden worden opgetrokken. Hetzelfde gold voor de brugwachtershuisjes, die gesloopt werden en ditmaal slechts in enkelvoud werd wederopgebouwd. Daarnaast kreeg de brug ook een bakstenen urinor. Zo'n openbaar toilet stond bekend als "geïntegreerd toilet", iets dat in die tijd wel vaker werd gebouwd. Het plan van Witteveen is echter nooit gerealiseerd, maar een van de heftorens is bij de bouw van het nieuwe gebouw voor De Nederlanden van 1845 daadwerkelijk ingemetseld en het contragewicht is in het gebouw nog altijd te bezichtigen.
In 1953 is besloten om een aantal stoplichten toe te voegen aan de Meentbrug. Dit om het verkeer beter te reguleren. In datzelfde jaar is de brug van maandag 2 tot en met zaterdag 7 februari en van maandag 16 tot en met zaterdag 21 maart van 20:00 tot 06:00 afgesloten voor al het rijverkeer om de brug in die tijd te repareren.
In 1976 rapporteerde de Rotterdamse Gemeentewerken dat de Meentbrug samen met de Stokvisbrug en Zaagmolenbrug konden worden verhoogd of beweegbaar konden worden gemaakt, met als doel het Grotekerkplein (toen nog bekend als de Sint-Laurensplaats) bij de Grote of Sint-Laurenskerk bereikbaarder te maken. Het beweegbaar maken van de bruggen kostte totaal 175.000 gulden, de verhogingen zouden in totaal 150.000 gulden kosten. Er is uiteindelijk voor de tweede optie gekozen, mede vanwege de lange termijnkosten die verbonden zouden zijn met het beweegbaar maken van de bruggen.
Op 28 november 1979 werd gevierd dat de Meentbrug vijftig jaar bestond.
In 1983 werd de Meentbrug vanaf 21 maart voor vijf weken afgesloten in één richting (vanaf de Coolsingel naar de Goudsesingel) om het wegdek te vernieuwen.
In de jaren 80 ging het economisch niet goed met Nederland. Ook Rotterdam leed onder de economische malaise en eind jaren 80 leidde dit tot economische bezuinigingen. Een van die bezuinigingen kwam in de sloop of het dichtmetselen van alle overgebleven 117 openbare toiletten in de stad. Dit om zo 400.000 gulden te besparen op het schoonmaken, onderhouden en gebruik van water van de urinoirs. In het voorjaar van 1988 werd het toilet bij de Meentbrug dichtgemetseld.
Tegenwoordig is de Meentbrug een vast onderdeel van de straat geworden en wordt het veel gebruikt door auto's, voetgangers en de nabijgelegen horeca van Café Dudok, die zich in het voormalige gebouw van De Nederlanden van 1845 heeft gevestigd. Van de scheepvaart is praktisch niks overgebleven nadat de Leuvesluis bij de Blaak werd gesloten, en nadat de Rotte in belangrijkheid afnam als commerciële vaarroute. Ook werkt de brug al een tijd niet meer omdat niet alle kabels meer gemonteerd zijn.

## Vormgeving
De eerste Meentbrug had een ander uiterlijk dan veel bruggen die in vooroorlogs Rotterdam gebouwd waren. De brug was een hefbrug in de stijl van het nieuwe bouwen - iets wat voor die tijd vrij nog uniek was in de stad. De brug was 20 meter breed en had een doorvaartlengte van slechts 6 meter. De trottoirs waren 4 meter breed. De doorvaarthoogte was slechts 2,6 meter boven Rotterdams Peil, de bovenkant van het brugdek 1,45 meter boven R.P. in overeenstemming met de aansluitende straatgedeelten en de onderkant op 0,8 meter boven R.P. De brug viel op dankzij de vier 8 meter hoge stenen heftorens die aan iedere kant stonden. Ook was de Meentbrug vooruitstrevend omdat het beschikte over vier uitschuifbare trappen die open konden klappen als de brug omhoog moest worden geheven, zodat de voetgangers ongehinderd hun weg konden vervolgen terwijl de brug in de hoogste stand stond. De brug kon 1,80 meter omhoog worden geheven. Dit werd gedaan dankzij elektrisch gedreven lierwerk, dat in het brugtrottoir was gebouwd, die respondeerde naar de vier hoektorens waaraan de contragewichten hingen. De balustrades waren gemaakt van wit ijzerwerk en hadden een simpele decoratie. Aan de kant van de Westewagenstraat was het plan om de twee torens gedeeltelijk in de bebouwing in te bouwen, maar dit plan was echter nooit uitgevoerd. Aan de kant van de Delftsevaart stonden twee brugwachterhuisjes gemaakt van steen. De brug had in totaal 115.500 gulden gekost, waarvan 61.000 gulden voor de onderbouw en 54.500 gulden voor de bovenbouw werden gebruikt. 7000 gulden werden aanvullend gebruikt voor de verbreding van de omliggende kademuren. Voor de aanleg van buizen en kabels door verschillende bedrijven, die onder de vaargeul gebracht moest worden en gelegd moesten worden via een koker terwijl een waterleidingzinker, die na de bouw niet meer bereikbaar zou zijn voor inspectie of herstelwerkzaamheden, zou voor de verkrijging van een grotere bedrijfszekerheid een ommanteling van beton voorzien. Hiervoor werd respectievelijk 21.600 en 5400 gulden besteedt. In de originele plannen stond dat na de bouw er een tramrails in de vorm van een dubbelspoor over de Meentbrug zou komen, maar dat plan is nooit uitgevoerd.
De tweede Meentbrug is grotendeels hetzelfde als de eerste Meentbrug, maar een paar kleine verschillen zijn zichtbaar. Als eerst zijn de heftorens aangepast. Waar ze bij de vooroorlogse brug nog rechthoekig van aard waren, zijn de nieuwe torens in de vorm van een achthoek ontworpen. Op elke hoek (minus de hoek waar de toren is ingemetseld) is een armatuur van koper geplaatst, waar de lieren aan zijn bevestigd. Ten slotte zijn de vooroorlogse brugwachtershuisjes ook gesloopt en vervangen door één kleiner brugwachtershuisje en een urinoir, dat sinds het voorjaar van 1988 is dichtgemetseld.